# Purita Campos
Purita Campos   (Barcelona, 18 d'agost de 1937 - Madrid, 19 de novembre de 2019) Purificación Campos Sánchez, més coneguda professionalment com a Purita va ser una dibuixant de còmics, il·lustradora i pintora catalana, que va treballar fonamentalment per al mercat exterior. Probablement és l'autora més popular del còmic espanyol.

## Biografia

### Inicis professionals
De mare modista, va estudiar a l'Escola de la Llotja de Barcelona abans de dedicar-se a la il·lustració per a revistes de modes. Gràcies a Manuel Vázquez, va aconseguir treball a l'Editorial Bruguera, primer com a portadista i després com a dibuixant a les revistes femenines de la casa, com Dalia (1959), Sissi (1961), Blanca (1961), Can Can (1961) o Celia (1963).

### El mercat exterior
L'any 1971, va començar a treballar per a revistes angleses a través de l'agencia Creacions Editorials, donant vida als guions de Philip Douglas en la sèrie Patty's World, traduïda al castellà com Esther y su mundo. Amb aquesta sèrie, que duraria fins a 1988, aconseguiria un tiratge setmanal d'entre 300.000 i 400.000 exemplars a diversos països del món. A Espanya, l'Editorial Bruguera la va incloure, amb el títol de Esther y su mundo en la revista "Lily" a partir de 1974. L'any 1981 Bruguera va editar una revista amb el seu mateix nom: Esther.
Per al mercat neerlandès, va començar l'any 1975 una altra sèrie d'èxit, amb guions de Andries Brandt: Tina, protagonista de la revista homònima.

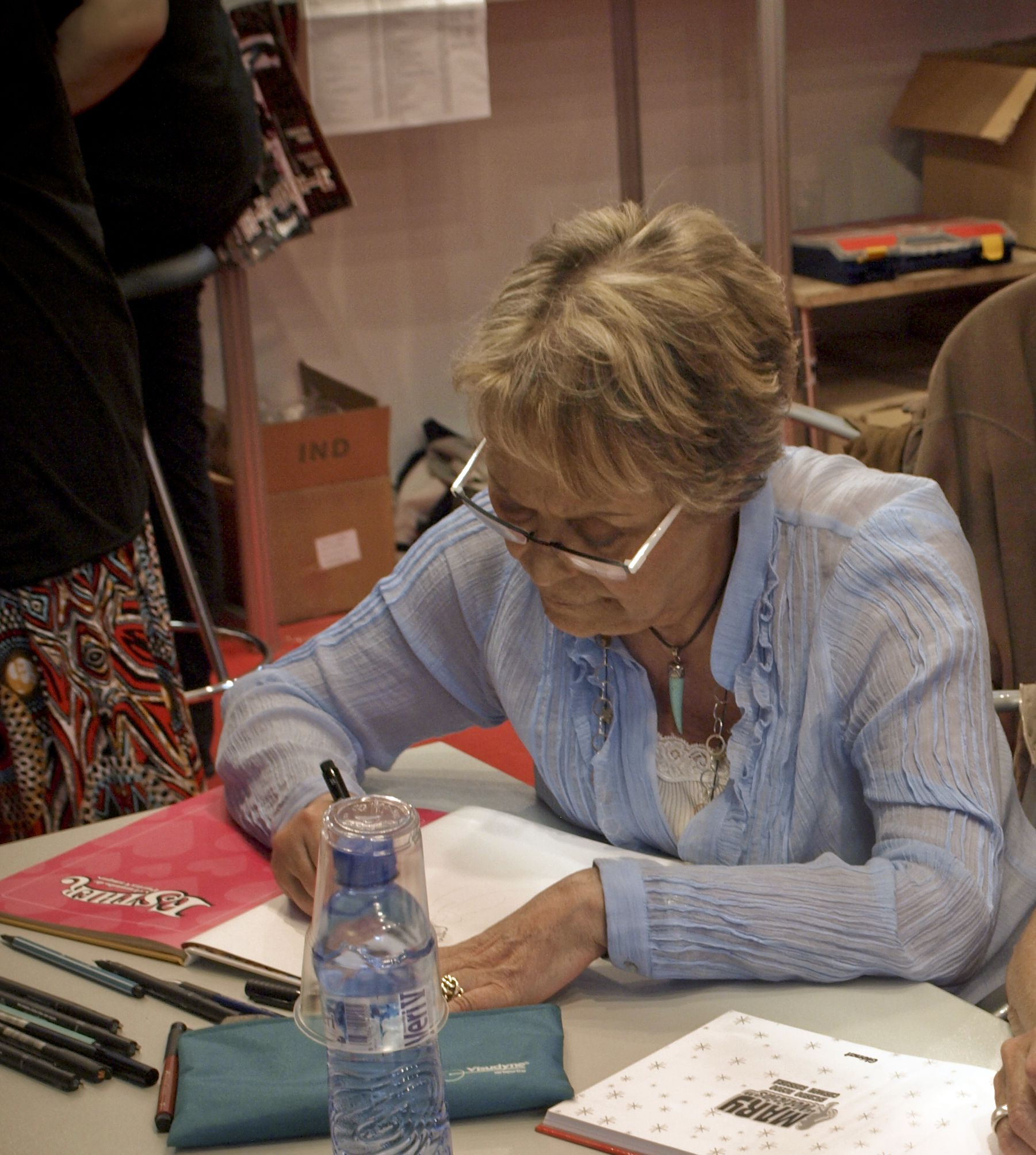
Purita Campos, signant exemplars del còmic Ester al 28 Saló del còmic de Barcelona de l'any 2010

Amb el guionista Francisco Ortega, que després seria el seu marit, crearien Gina, protagonitzada per una noia adolescent, els seus amics i primers amors, que va creixent en l'ambient dels anys 70 i 80. Junts muntarien una galeria d'art, l'èxit de la qual va impulsar la creació d'una petita escola de dibuix.

### Últims anys
A la dècada dels 80 se centra en la pintura, organitzant una acadèmia de dibuix i una sala d'exposicions. Un cop més amb Francisco Ortega com a guionista va dibuixar el 1989 la tira Dulce Carolina, que es va publicar a la revista TBO, d'Ediciones B. L'any 2006, arran de l'èxit de les reedicions del personatge, fa Las nuevas aventuras de Esther, amb guió de Carlos Portela, el primer álbum del qual va vendre 20.000 exemplars. La protagonista és la mateixa Esther que als anys 70, però en aquest moment ja és una dona adulta, divorciada i amb una filla.
El febrer del 2010, el Govern d'Espanya va concedir a Purita Campos la Medalla de Oro al Mérito en las Bellas Artes, amb altres 24 personalitats. L'1 de maig del 2011 l'Ajuntament de Getafe i el ESCOGE (1er Escenario del Cómic de Getafe) van retre homenatge a l'autora i li van fer entrega de la placa amb el seu nom que servirà per donar el seu nom a un carrer del municipi.
L'any 2013 Purita Campos guanya el Gran Premi del Saló Internacional del Còmic de Barcelona, on el 2014 es va organitzar l'exposició Purita Campos. Més enllà d'Esther, on es va poder veure una retrospectiva de la seva obra des dels inicis fins a aquell moment.

## Edicions en castellà
Amb el temps, les obres de Purificació Campos per al mercat exterior van ser publicades a revistes del seu país com Lily (1974), Jana (1983), Pecosa (1986) i TBO (1988). Al nou segle, Glénat ha començat a reeditar-les en una cuidada edició: Gina (2005) i Esther i el seu món (2007).

## Premis
- 2004 - Premis Haxtur a l'Autora que Amamos. en el Saló Internacional del Còmic del Principat d'Astúries Gijón
- 2009 - Medalla de las Bellas Artes, atorgada pel Ministeri de Cultura[14]
- 2013 - Gran Premi del Saló Internacional del Còmic de Barcelona[15]